# Seznam kačjih pastirjev v Sloveniji
Seznam kačjih pastirjev v Sloveniji navaja 73 vrst kačjih pastirjev, za katere so bili zbrani nedvomljivi podatki o pojavljanju na ozemlju Slovenije. Ta vključuje tudi eno vrsto, ki od 1960. let ni bila opažena v Sloveniji in velja za lokalno izumrlo. Seznam temelji na preglednih publikacijah Atlas kačjih pastirjev (Odonata) Slovenije, ki je nastal v sodelovanju med Centrom za kartografijo favne in flore ter Slovenskim odonatološkim društvom leta 1997, novejšem atlasu evropskih kačjih pastirjev (Atlas of the European dragonflies and damselflies, 2015) in publikacijah Slovenskega odonatološkega društva (Erjavecia in Trdoživ) ter drugih novejših strokovnih objavah. Ob izvedbi 6. Evropskega odonatološkega kongresa, ki je potekal leta 2022 v Mekinjah pri Kamniku, je Slovensko odonatološko društvo izdalo posodobljen seznam vrst kačjih pastirjev, zabeleženih v Sloveniji s pripisom njihovih veljavnih slovenskih imen.
Kačje pastirje na Slovenskem sta preučevala že pred stoletji Janez Vajkard Valvasor in Giovanni Antonio Scopoli, podatki pa so bili prvič sistematično zbrani šele ob koncu 1950. in začetku 1960. let po zaslugi zoologa Boštjana Kiaute, ki velja za začetnika odonatologije na Slovenskem. Slovenski ljubiteljski in profesionalni odonatologi so danes združeni v Slovensko odonatološko društvo (ustanovljeno leta 1992), ki kot prostovoljsko aktivnost koordinira raziskave in izobražuje o kačjih pastirjev predvsem na slovenskem ozemlju.
Po mednarodnih merilih je danes razširjenost kačjih pastirjev v Sloveniji razmeroma dobro poznana, Slovenija pa je bila tudi ena prvih evropskih držav, za katero je bil izdelan popoln pregled (atlas) favnističnih podatkov o kačjih pastirjih. Število 73 predstavlja skoraj natanko pol znanih vrst za Evropo (143) in je denimo primerljivo s številom vrst za Nemčijo (81), Španijo (80) in Poljsko (74), ki so mnogokrat večje od Slovenije, zato velja slovenska favna kačjih pastirjev za izredno pestro. To pestrost pripisujemo legi ozemlja na stičišču različnih biogeografskih regij, kjer številne vrste dosegajo rob svojega območja razširjenosti, in raznolikosti življenjskih okolij, ki jih tu najdemo.

## Seznam
Taksonomija sledi referenčnemu delu Atlas of the European dragonflies and damselflies (2015), slovenska imena pa »Seznamu slovenskih imen kačjih pastirjev«. Podatki so povzeti po Atlasu kačjih pastirjev (Odonata) Slovenije, razen kjer je posebej navedeno.
Za stolpcema z imeni je stolpec s stanjem ogroženosti v Sloveniji, kot ga navaja Rdeči seznam kačjih pastirjev iz Pravilnika o uvrstitvi ogroženih rastlinskih in živalskih vrst v rdeči seznam. Kategorije ogroženosti po tem seznamu so:
- izumrla vrsta (EX) je bila na območju Slovenije dokazano navzoča v naravnih populacijah in je v preteklosti gotovo izumrla oziroma je bila iztrebljena na celotnem območju Republike Slovenije
- domnevno izumrla vrsta (EX?), katere navzočnost je bila na območju Slovenije znana, že daljši čas pa je kljub iskanju ni več najti in obstaja utemeljeni sum, da je izumrla.
- prizadeta vrsta (E), katere obstanek na območju Slovenije ni verjeten, če bodo dejavniki ogrožanja delovali še naprej. Številčnost se je zmanjšala na kritično stopnjo oziroma njena številčnost zelo hitro upada v večjem delu areala.
- ranljiva vrsta (V), za katero je verjetno, da bo v bližnji prihodnosti prešla v kategorijo E, če bodo dejavniki ogrožanja delovali še naprej. Številčnost vrste se je v velikem delu areala zmanjšala oziroma se zmanjšuje. Vrsta je zelo občutljiva na kakršnekoli spremembe oziroma poseljuje habitate, ki so na človekove vplive zelo občutljivi.
- redka vrsta (R) je potencialno ogrožena zaradi svoje redkosti na območju Slovenije in lahko v primeru ogrožanja hitro preide v kategorijo E.
- neopredeljena vrsta (I), za katero se domneva, da je ogrožena na območju Slovenije, vendar je na razpolago premalo podatkov za natančno uvrstitev v katero od zgornjih kategorij.

Večina (25) teh vrst je zavarovanih tudi po novejši Uredbi o zavarovanih prosto živečih živalskih vrstah iz leta 2004, ki je sicer razveljavila prejšnji Pravilnik in njegovo krovno uredbo. Označene so z zvezdico (*). Sledi stolpec s statusom ogroženosti vrste v globalnem merilu, kot ga določa Svetovna zveza za varstvo narave (IUCN). Velika večina vrst, prisotnih v Sloveniji, globalno ni ogroženih, sodijo torej v kategorijo najmanj ogroženih vrst (Least concern, LC). Izjema sta obe vrsti studenčarjev (Cordulegaster), ki sta potencialno ogroženi. V tej kategoriji je tudi brzični škratec (Coenagrion mercuriale), ki pa je bil za Slovenijo napačno zabeležen.
V zadnjem stolpcu je fotografija primerka; kjer je možno, so prikazani samci, pri čemer pa se lahko samica po izgledu bistveno razlikuje. Možne so tudi manjše razlike glede na del območja razširjenosti, kjer je bil osebek fotografiran, in razvojni stadij (na primer pravkar preobražene živali so včasih manj živo obarvane).

### Enakokrili kačji pastirji (Zygoptera)
| slovensko ime          | znanstveno ime         | status (SLO) | status (IUCN) | opombe | fotografija            |
| ---------------------- | ---------------------- | ------------ | ------------- | --- | ---------------------- |
| presenetljiva pazverca | Chalcolestes parvidens | I            |               | Vrsti C. parvidens in C. viridis sta zelo podobni, do l. 1997 sta veljali za eno, v slovenskem Atlasu obravnavani skupaj (v Sloveniji sta prisotni obe). | Presenetljiva pazverca |
| zelena pazverca        | Chalcolestes viridis   |              |               | Glej opombo pri C. parvidens. | Zelena pazverca        |
| grmiščna zverca        | Lestes barbarus        | V            |               | V slovenskem Atlasu naveden kot barjanska zverca. | Grmiščna zverca        |
| obrežna zverca         | Lestes dryas           | E*           |               | | Obrežna zverca         |
| južna zverca           | Lestes macrostigma     | R*           |               | Vrsta je bila v Sloveniji zabeležena le leta 1995. | Južna zverca           |
| obvodna zverca         | Lestes sponsa          |              |               | | Obvodna zverca         |
| loška zverca           | Lestes virens          | E*           |               | | Barjanska zverca       |
| prisojni zimnik        | Sympecma fusca         |              |               | | Prisojni zimnik        |
| pasasti bleščavec      | Calopteryx splendens   |              |               | | Pasasti bleščavec      |
| modri bleščavec        | Calopteryx virgo       |              |               | | Modri bleščavec        |
| sinji presličar        | Platycnemis pennipes   |              |               | | Sinji presličar        |
| rdeči voščenec         | Ceriagrion tenellum    | E*           |               | | Rdeči voščenec         |
| barjanski škratec      | Coenagrion hastulatum  | E*           |               | Ponovno najden v Sloveniji l. 1999, za tem ni bilo ponovne najdbe v Sloveniji.                                                                           | Barjanski škratec      |
| brzični škratec        | Coenagrion mercuriale  | EX?*         |               | Naveden v atlasu slovenskih kačjih pastirjev kot domnevno izumrl, novejši evropski Atlas pa ga ne navaja več. Ni vključen v vsoto 73 vrst.               | Brzični škratec        |
| koščični škratec       | Coenagrion ornatum     | V            |               | | Koščični škratec       |
| travniški škratec      | Coenagrion puella      |              |               | | Travniški škratec      |
| suhljati škratec       | Coenagrion pulchellum  | V            |               | V slovenskem Atlasu naveden kot stanjšani škratec. | Stanjšani škratec      |
| povodni škratec        | Coenagrion scitulum    | V            |               | | Povodni škratec        |
| bleščeči zmotec        | Enallagma cyathigerum  |              |               | | Bleščeči zmotec        |
| prodni paškratec       | Erythromma lindenii    | V            |               | V slovenskem Atlasu naveden s sinonimom Cercion lindenii.                                                                                                | Prodni paškratec       |
| veliki rdečeokec       | Erythromma najas       |              |               | | Veliki rdečeokec       |
| mali rdečeokec         | Erythromma viridulum   |              |               | | Mali rdečeokec         |
| modri kresničar        | Ischnura elegans       |              |               | | Modri kresničar        |
| bledi kresničar        | Ischnura pumilio       |              |               | | Bledi kresničar        |
| rani plamenec          | Pyrrhosoma nymphula    |              |               | | Rani plamenec          |

### Raznokrili kačji pastirji (Anisoptera)
| slovensko ime           | znanstveno ime             | status (SLO) | status (IUCN) | opombe | fotografija             |
| ----------------------- | -------------------------- | ------------ | ------------- | --- | ----------------------- |
| višnjeva deva           | Aeshna affinis             | V            |               | | Višnjeva deva           |
| šotna deva              | Aeshna caerulea            | R*           |               | V Sloveniji zabeležena le enkrat. | Šotna deva              |
| zelenomodra deva        | Aeshna cyanea              |              |               | | Zelenomodra deva        |
| rjava deva              | Aeshna grandis             | V            |               | | Rjava deva              |
| deviški pastir          | Aeshna isoceles            | V            |               | V slovenskem Atlasu naveden s sinonimom Anaciaeschna isosceles. | Deviški pastir          |
| barjanska deva          | Aeshna juncea              | V            |               | | Barjanska deva          |
| bleda deva              | Aeshna mixta               |              |               | | Bleda deva              |
| mahovna deva            | Aeshna subarctica          | R*           |               | Prva najdba v Sloveniji l. 1999. | Mahovna deva            |
| zelena deva             | Aeshna viridis             | E*           |               | Prva najdba v Sloveniji l. 1997, vrsta še ni vključena v slovenski Atlas. | Zelena deva             |
| afriški minljivec       | Anax ephippiger            |              |               | V slovenskem Atlasu naveden s sinonimom Hemianax ephippiger. | Afriški minljivec       |
| veliki spremljevalec    | Anax imperator             |              |               | | Veliki spremljevalec    |
| modroriti spremljevalec | Anax parthenope            |              |               | | Modroriti spremljevalec |
| zgodnji trstničar       | Brachytron pratense        | V            |               | | Zgodnji trstničar       |
| rumeni porečnik         | Stylurus flavipes          | EX?*         |               | Ponovno odkrit leta 2011, v Rdečem seznamu najdba še ni upoštevana. Vrsta je po novi taksonomiji uvrščena v rod Stylurus. V slovenskem Atlasu naveden s sinonimom Gomphus flavipes.                  | Rumeni porečnik         |
| popotni porečnik        | Gomphus vulgatissimus      | V            |               | | Popotni porečnik        |
| velika peščenka         | Lindenia tetraphylla       | EX*          |               | V Fiesi jo je l. 1961 zabeležil odonatolog Boštjan Kiauta, kasneje je ni našel nihče več in velja v Sloveniji za izumrlo. Je vključena v vsoto 73 vrst.                                              | Velika peščenka         |
| bledi peščenec          | Onychogomphus forcipatus   |              |               | | Bledi peščenec          |
| kačji potočnik          | Ophiogomphus cecilia       | V*           |               | | Kačji potočnik          |
| povirni studenčar       | Cordulegaster bidentata    | V            |               | V slovenskem Atlasu naveden kot mačkov studenčar. | Mačkov studenčar        |
| veliki studenčar        | Cordulegaster heros        | V*           |               | Eden največjih evropskih kačjih pastirjev in na predlog Slovenije ob pridružitvi Evropski uniji uvrščen na Prilogi II in IV Direktive o habitatih. V slovenskem Atlasu naveden kot prodni studenčar. | Prodni studenčar        |
| močvirski lebduh        | Cordulia aenea             |              |               | | Močvirski lebduh        |
| nosna jezerka           | Epitheca bimaculata        | V            |               | | Nosna jezerka           |
| alpski lesketnik        | Somatochlora alpestris     | R*           |               | Ne velja več za izumrlo vrsto. Nazadnje v Sloveniji zabeležen l. 1999. | Alpski lesketnik        |
| barjanski lesketnik     | Somatochlora arctica       | R*           |               | | Barjanski lesketnik     |
| pegasti lesketnik       | Somatochlora flavomaculata | V            |               | V slovenskem Atlasu naveden kot lisasti lesketnik. | Lisasti lesketnik       |
| sredozemski lesketnik   | Somatochlora meridionalis  |              |               | | Sredozemski lesketnik   |
| kovinski lesketnik      | Somatochlora metallica     | E*           |               | | Kovinski lesketnik      |
| opoldanski škrlatec     | Crocothemis erythraea      |              |               | | Opoldanski škrlatec     |
| mrtvični spreletavec    | Leucorrhinia caudalis      | E*           |               | | Mrtvični spreletavec    |
| barjanski spreletavec   | Leucorrhinia dubia         | E*           |               | | Barjanski spreletavec   |
| dristavični spreletavec | Leucorrhinia pectoralis    | E*           |               | | Dristavični spreletavec |
| modri ploščec           | Libellula depressa         |              |               | | Modri ploščec           |
| črni ploščec            | Libellula fulva            | V            |               | | Črni ploščec            |
| lisasti ploščec         | Libellula quadrimaculata   |              |               | | Lisasti ploščec         |
| temni modrač            | Orthetrum albistylum       |              |               | | Temni modrač            |
| sinji modrač            | Orthetrum brunneum         |              |               | | Sinji modrač            |
| prodni modrač           | Orthetrum cancellatum      |              |               | | Prodni modrač           |
| mali modrač             | Orthetrum coerulescens     |              |               | | Mali modrač             |
| temni slaniščar         | Selysiothemis nigra        |              |               | Prvič opažen leta 2012 v Škocjanskem zatoku, v uradnem slovenskem Rdečem seznamu najdba še ni upoštevana.                                                                                            | Temni slaniščar         |
| črni kamenjak           | Sympetrum danae            | E*           |               | | Črni kamenjak           |
| stasiti kamenjak        | Sympetrum depressiusculum  | E*           |               | | Stasiti kamenjak        |
| rumeni kamenjak         | Sympetrum flaveolum        | R*           |               | | Rumeni kamenjak         |
| malinovordeči kamenjak  | Sympetrum fonscolombii     |              |               | | Malinovordeči kamenjak  |
| sredozemski kamenjak    | Sympetrum meridionale      | R*           |               | | Sredozemski kamenjak    |
| pasasti kamenjak        | Sympetrum pedemontanum     | R*           |               | | Pasasti kamenjak        |
| krvavordeči kamenjak    | Sympetrum sanguineum       |              |               | | Krvavordeči kamenjak    |
| progasti kamenjak       | Sympetrum striolatum       |              |               | | Progasti kamenjak       |
| navadni kamenjak        | Sympetrum vulgatum         |              |               | | Navadni kamenjak        |
| ciklamni telovnikar     | Trithemis annulata         |              |               | Prvič opažen leta 2021 na Vogrskem jezeru, v uradnem slovenskem Rdečem seznamu najdba še ni upoštevana.                                                                                              | Ciklamni telovnikar     |

### Izključene vrste
Še štiri vrste so v slovenskem Atlasu omenjene kot najdbe glede na starejšo literaturo, vendar zanje ni dovolj trdnih dokazov, da so bile res prisotne na Slovenskem, in so izpuščene tudi iz tamkajšnjega seznama:
- šotni škratec (Coenagrion lunulatum) – ena omemba opažanja iz 1950. let, pri čemer Slovenija leži izven območja razširjenosti vrste, zato je šlo verjetno za napačno določitev
- rumeni peščenec (Onychogomphus uncatus) – eno novejše opažanje, podkrepljeno s fotografijo, po kateri pa osebka ni mogoče zanesljivo ločiti od zelo podobnega bledega peščenca
- prodni studenčar (Cordulegaster boltoni) – stare najdbe iz 1950. let pripadajo kasneje opisani vrsti veliki studenčar
- vresni spreletavec (Leucorrhinia rubicunda) – dvomljiva novejša najdba, ki je ni mogoče zanesljivo pripisati tej vrsti